# Громотуха (приток Маралихи)
Громотуха — река в России, протекает по Усть-Коксинскому району Республики Алтай. Устье реки находится в 0,5 км от устья Маралихи по правому берегу. Длина реки составляет 11 км.

## Данные водного реестра
По данным государственного водного реестра России относится к Верхнеобскому бассейновому округу, водохозяйственный участок реки — Катунь, речной подбассейн реки — Бия и Катунь. Речной бассейн реки — (Верхняя) Обь до впадения Иртыша.